# Misurina
Misurina (Miśorìna en cadorino) és una frazione (subdivisió territorial) d'Auronzo di Cadore, de la província de Belluno.
És una localitat turística notable situada prop del llac homònim, no gaire distant de Cortina d'Ampezzo i envoltada dels Tres Cims de Lavaredo, del Monte Piana, del Monte Cristallo - Piz Popena, dels Cadini di Misurina i del Sorapiss. De Misurina surt la ruta que condueix al refugi Auronzo.

## Descripció
És així, a pocs metres de l'hotel principal, per als que arriben des d'Auronzo di Cadore al llarg del Val d'Ansiei o des de Cortina d'Ampezzo a través del Passo Tre Croci. Pels que arriben des de Dobbiaco, la carretera es pot albirar tan aviat com s'arriba al pendent del cim que comença al llac de Landro.
A la riba sud del llac, hi ha l'Institut Pío XII, un dels pocs centres del món (els altres són els de Briançon a França, Davos a Suïssa i Denver a Colorado) especialitzats en el tractament de l'asma infantil, a través del contacte directe amb la naturalesa circumdant, sense prendre drogues. L'aire de Misurina és en realitat extremadament pur gràcies a les extraordinàries condicions climàtiques i atmosfèriques del lloc.
El Giro d'Itàlia ha passat vàries vegades per la frazione.

## Infraestructures i transports

### Ferrocarrils
Del 1921 al 1962, operava el ferrocarril de via estreta de les Dolomites i Misurina tenia la seva pròpia estació ferroviària juntament amb el municipi de Carbonin.

## Galeria d'imatges

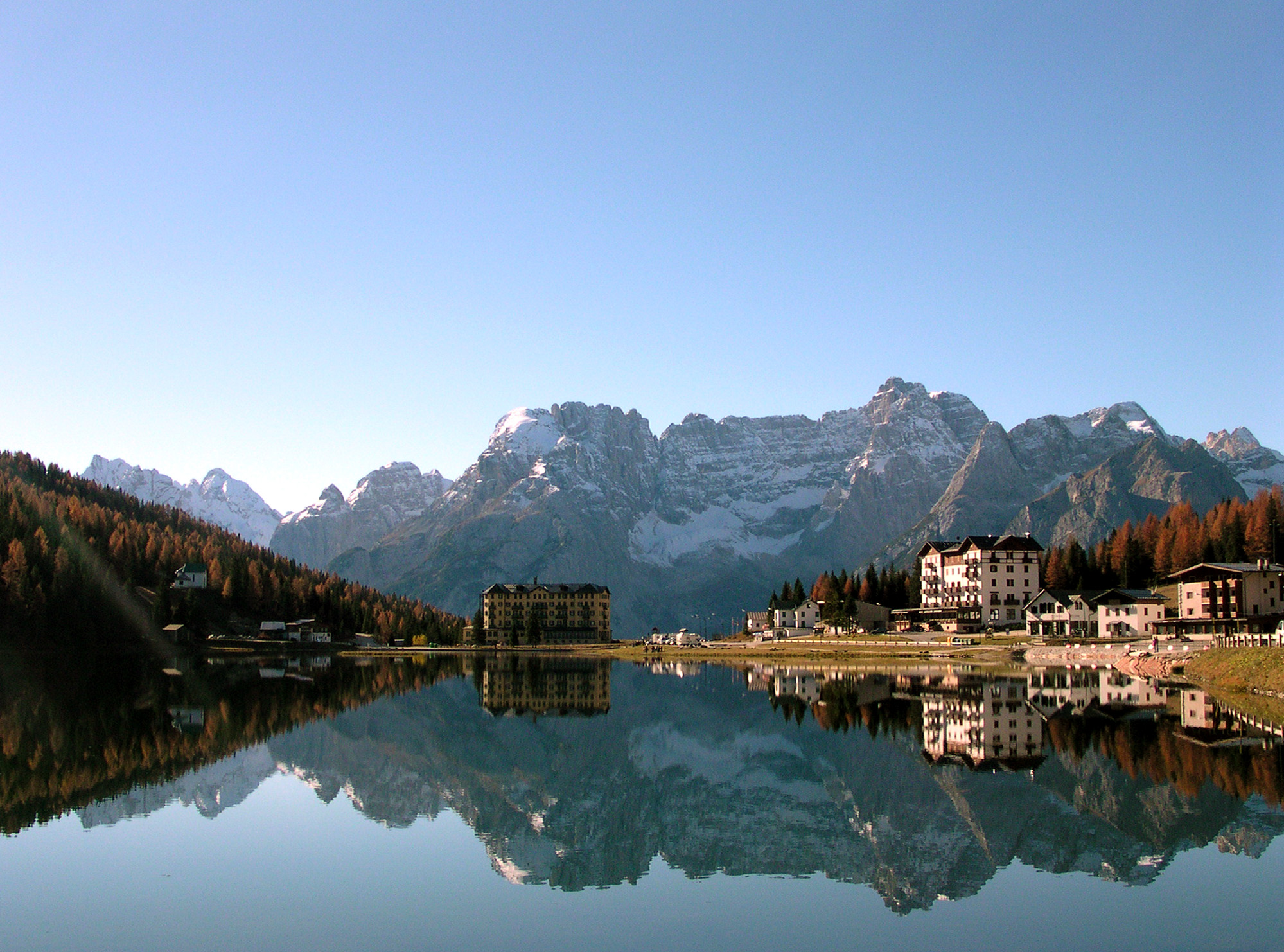
El llac Misurina i el Sorapiss de fons.
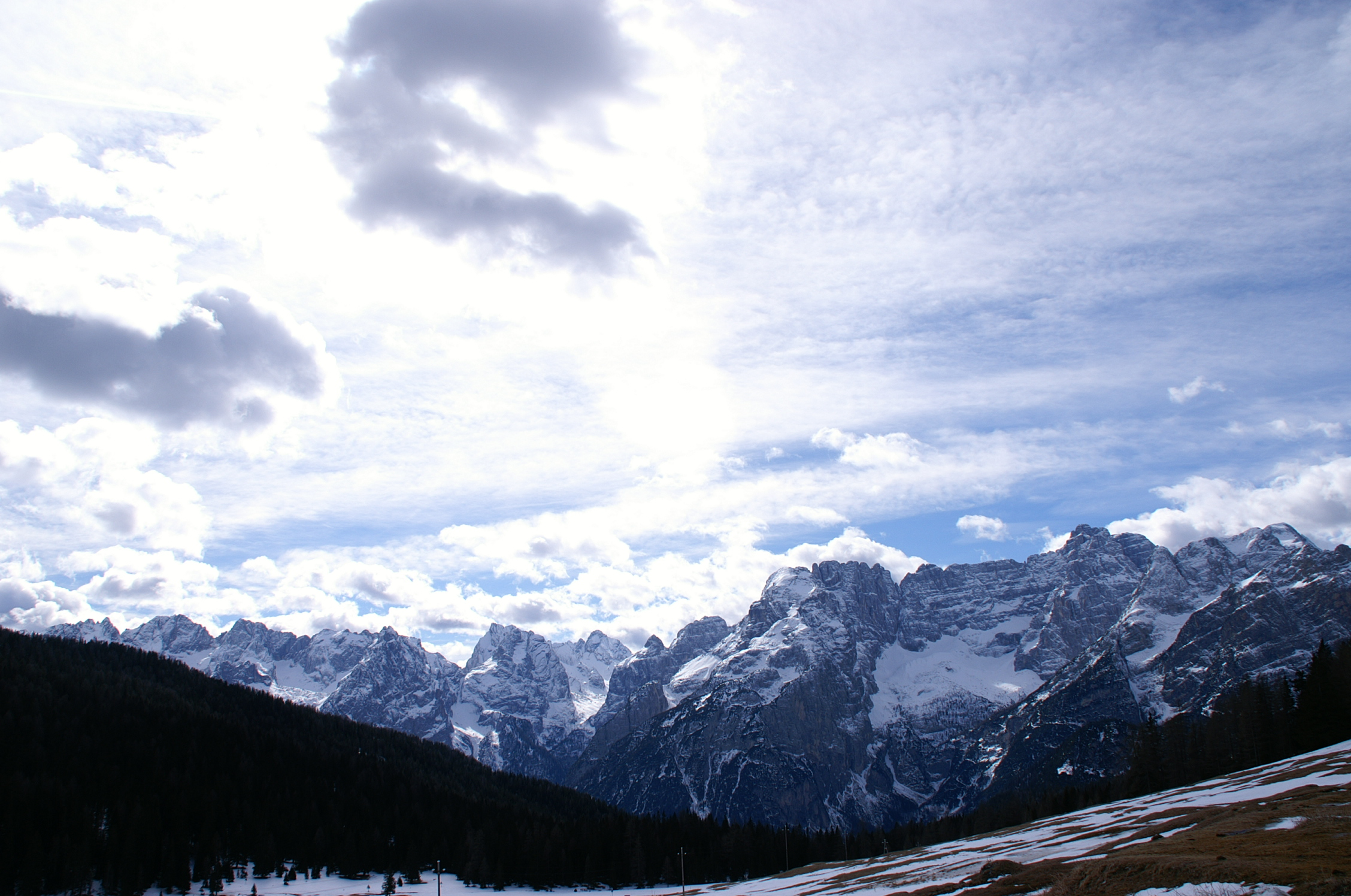
Marmarole i el Sorapiss des de Misurina.
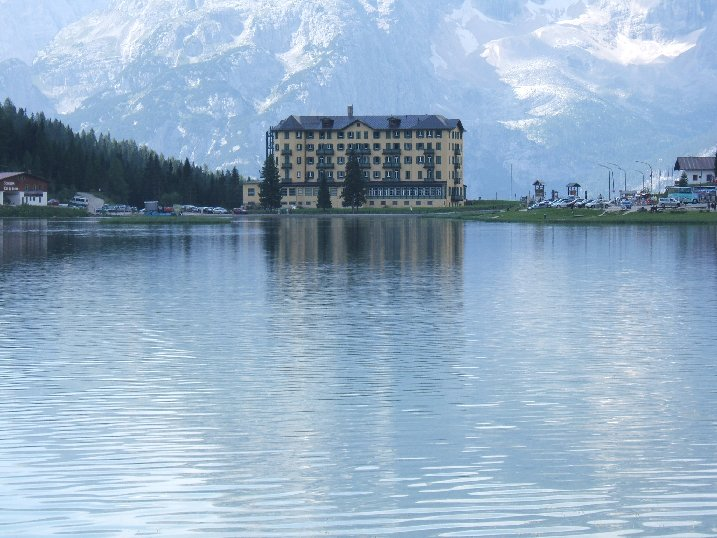
El llac de Misurina i l'Institut Pio XII.
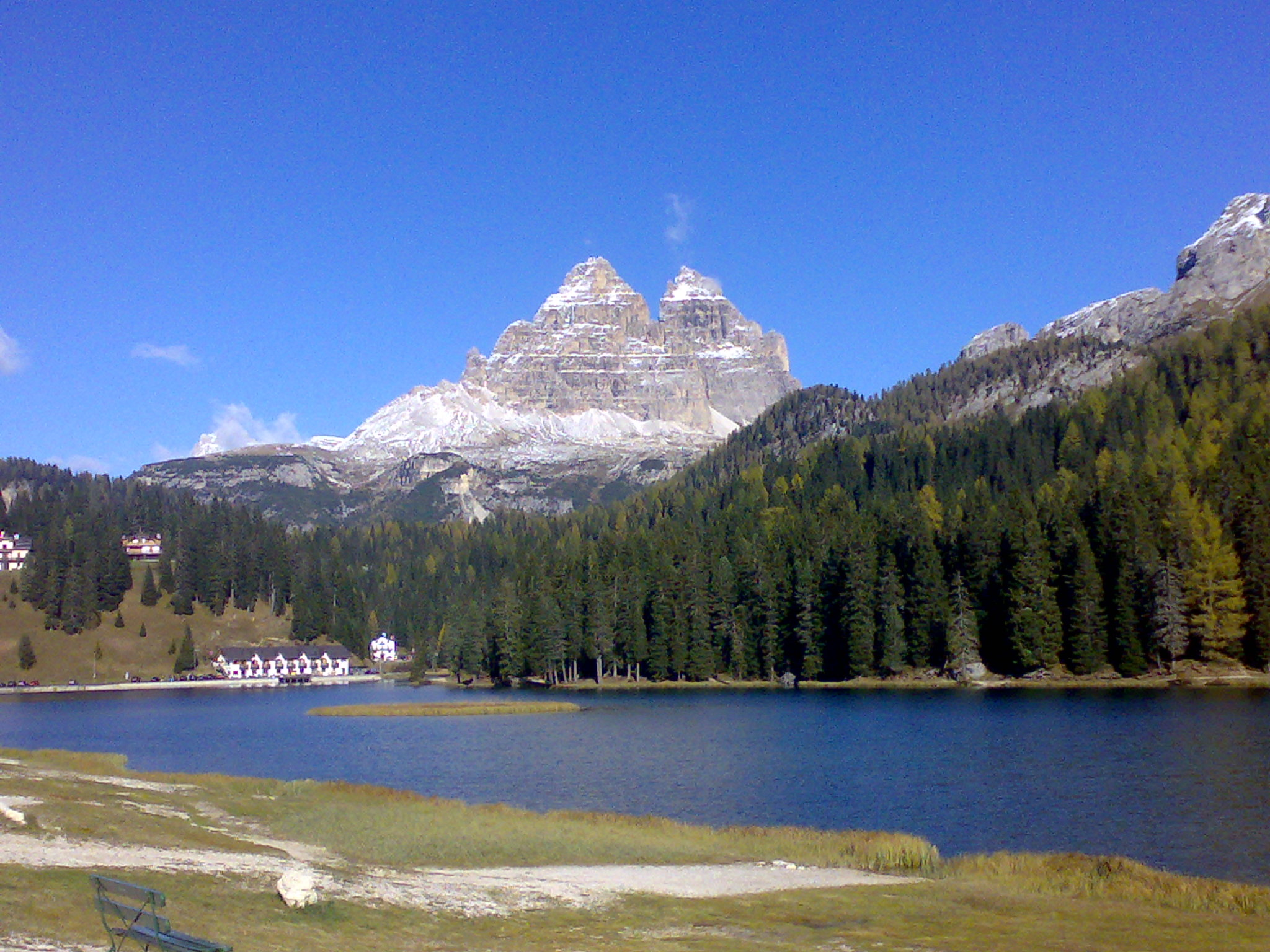
Els Tres Cims de Lavaredo des de Misurina.
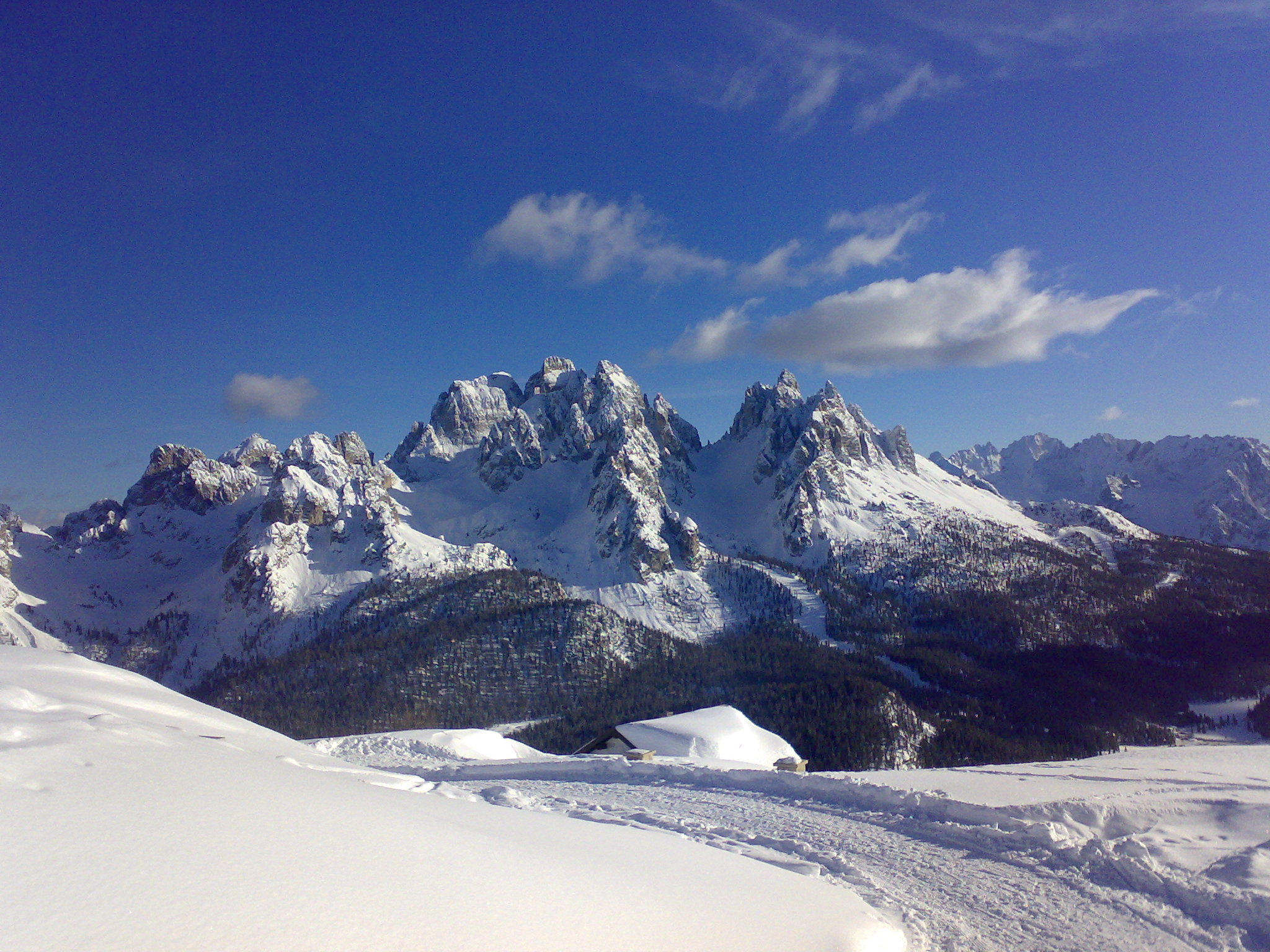
Els Cadini di Misurina des del Monte Piana.